# Абрамов, Виктор Семёнович
Виктор Семёнович Абрамов (род. 18 августа 1956 года, Мин-Куш, Киргизская ССР) — депутат Государственной думы V созыва от «Единой России». В 2004—2007 и 2011—2016 — член Совета Федерации от исполнительного органа государственной власти Тверской области, в 2016—2021 — член Совета Федерации от законодательного органа государственной власти Московской области.

## Биография
В 1978 году окончил Московский авиационный институт имени Серго Орджоникидзе. Работал по финансовым и коммерческим специальностям различных фирм Обнинска, Ухты, Москвы.
- В 1996 году возглавил агентство «Эмерком» при МЧС России.
- 2000—2002 — заместитель председателя Центрального исполнительного комитета (ЦИК) партии «Единство».
- 2002—2003 — заместитель руководителя ЦИК «Единство и Отечество» по финансовым вопросам, уполномоченным по финансовым вопросам, связанным с участием в выборах депутатов Госдумы.
- 2004—2012 — заместитель руководителя ЦИК партии «Единая Россия» по финансовым вопросам.
- 2004—2007 — представитель от администрации Тверской области в Совете Федерации ФС РФ.
- 2007—2011 — депутат Государственной Думы Федерального собрания РФ пятого созыва. Являлся первым заместителем председателя Комитета по финансовому рынку.
- 2011—2016 — член Совета Федерации от исполнительного органа государственной власти Тверской области, член Комитета по социальной политике.
- 2016—2021 — член Совета Федерации от законодательного органа государственной власти Московской области.

Президент Союза заёмщиков и вкладчиков России.

## Награды и звания
- Орден Почёта (20 марта 2017 года) — за большой вклад в развитие российского парламентаризма и активную законотворческую деятельность[1]
- Орден Дружбы (9 января 2010 года) — за заслуги в законотворческой деятельности и развитии российского парламентаризма[2][3]
- Почётная грамота правительства Российской Федерации (15 июля 2010 года) — за заслуги в законотворческой деятельности и многолетнюю добросовестную работу[4]